# Campo Huckstep
30° 07′ 50″ N, 31° 31′ 18″ L
O Campo Huckstep é uma grande base militar no Egito, localizada ao lado do Aeroporto Internacional do Cairo, a leste. O nome Huckstep foi dado em 1943 e ainda é usado até hoje. Tem uma área de aproximadamente 12 quilômetros quadrados.

## História
A denominação  Huckstep foi uma homenagem a Russell Benjamin Huckstep, um soldado americano nascido em 1906 em Iowa e que foi morto em um acidente de avião no norte da África durante uma tempestade em 1943. 
Durante a Segunda Guerra Mundial, o campo foi usado pelas forças aliadas pelo menos desde 1941.  Em 1943, o campo era o maior depósito militar no Oriente Médio, incluindo, entre outras coisas, um hospital de 1100 leitos e uma estação de rádio administrada pelos EUA.  Ao mesmo tempo, funcionava como base aérea. .
Mais tarde, o campo foi usado pelas Forças Armadas do Egito e outros órgãos do governo egípcio. Foi utilizado como prisão em vários períodos. Em 1948, serviu como prisão para sionistas.   e posteriormente para comunistas, membros da Irmandade Muçulmana e outros, como o escritor palestino Mohamed Ali Eltaher.
Desde 2014, o acampamento abriga o centro de recrutamento de soldados da região do Grande Cairo, além de outras instalações. 